# Ороджоларі
Ороджоларі (груз. ოროჯოლარი) — село в Грузії.
За даними перепису населення 2014 року в селі проживає 763 особи.